# Hôtel de ville d'Aigueperse
L’hôtel de ville d'Aigueperse (Puy-de-Dôme), ancien couvent des ursulines, situé à l'ouest de la Grande-Rue, est le siège des institutions municipales d'Aigueperse. Plusieurs parties de l'édifice ont été soit inscrites (1956 et 2020), soit classées (1975) comme monument historique.

## Histoire
Il existait à cet endroit un collège, dont la construction avait débuté en 1579, mais qui fut détruit pendant les troubles de la Ligue. En 1650, la municipalité autorisa les ursulines à utiliser les matériaux du collège pour établir un monastère sur cet emplacement. Les ursulines, dont l'une des missions est l'éducation des filles, devaient prendre en charge la scolarisation des filles d'Aigueperse.
En 1792, le monastère fut vendu comme bien national. En 1802, l'acquéreur revendit le bâtiment à la commune, qui en fit la mairie.
La tour carrée servant de beffroi a été construite de 1794 à 1798 pour accueillir une horloge acquise par la ville en 1791 dans la vente comme bien national de la chartreuse de Port-Sainte-Marie. Les pavillons qui encadrent le porche d'entrée sont de la même époque. La grosse cloche, qui date de 1509, vient de l'ancien clocher de l'église Notre-Dame, abattu en 1794.

## Description

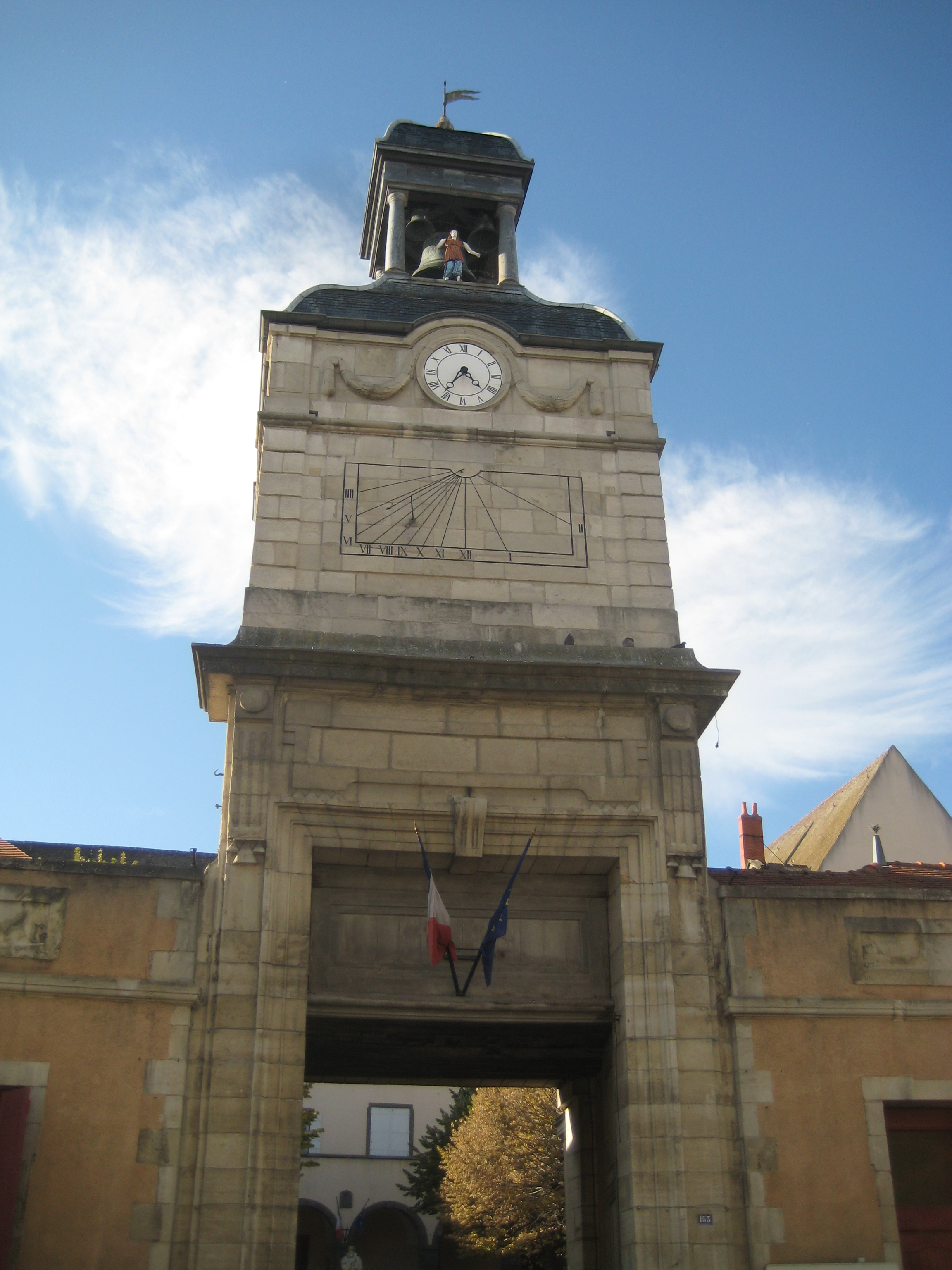

Le porche qui donne accès à la cour est surmonté d'un beffroi que coiffe un jacquemart. Trois jacquemarts, vêtus de rouge et bleu, frappent les cloches ; celui qui est à l'avant sonne les quarts et les demies sur deux petites cloches, tandis que les deux qui sont à l'arrière frappent l'un après l'autre la grosse cloche pour marquer les heures. Le beffroi et le jacquemart ont fait l'objet d'une restauration complète en 1978.
Au centre de la cour se trouve une statue en pied du chancelier Michel de L'Hospital, offerte à la ville par le roi Charles X en 1822.
Au fond de la cour, le bâtiment du XVIIe siècle est une construction de grande hauteur, comprenant un rez-de-chaussée précédé d'une galerie à arcades, deux étages, plus un étage de combles.